# A Bordo
A Bordo fue un grupo español de música pop rock formado en Menorca en 1989. 

## Componentes
Su primera formación la componían Antonio Rodrigo (Popi), voz solista, Tolo Pons, teclados, Onofre Taltavull, bajo, Victor Pons, guitarra, Miquel Pol, guitarra, y Miquel Sintes, batería.

## Contexto
Con influencias de formaciones de pop-rock y glam-pop de principios de los 80 como "Los Secretos" o "Nacha Pop", entre otros, su estilo se basó en melodías con predominio de guitarras y coros vocales, rellenando los huecos con piano y sinthe, uniéndose al sonido del pop español de los 90'. 

## Historia
Su primer directo fue en el VII Concurs de Pop-Rock de Palma, consiguiendo la tercera posición en la final y logrando como premio la grabación del tema "Quiero volar" en el disco recopilatorio del concurso. Además de ello, Antonio Rodrigo consiguió el máximo galardón como la mejor voz del certamen. Al año siguiente volvieron a presentarse al mismo concurso y volvieron a ratificar su éxito con un nuevo tercer lugar. Así grabaron su segundo tema en el recopilatorio del VIII Pop-Rock Palma, "La tengo que olvidar", su canción estandarte. Por esa época ya contaban con la participación de Joan Benejam "Bene" a la guitarra en lugar de "Pol".
Como no hay dos sin tres, en 1991 regresaron a Palma para concursar como grandes favoritos para alzarse con el triunfo final de la novena edición de Palma, aunque en esa ocasión solo consiguieron el séptimo lugar y un premio de consolación al mejor batería del evento para Miquel Sintes. Al poco tiempo, probaron suerte en el Pop rock Gordon's-Los 40 Principales, concurso a nivel nacional en el cual consiguieron acceder a la eliminatoria en Barcelona, Discoteca Albatros, donde continuaron hasta las semifinales (zona norte de España), celebradas también en Barcelona, donde al final perdieron en el concurso.
Durante esos años ya contaban con la edición de una maqueta titulada "Adnar-Nagar", una doble actuación en RTVE-Baleares, un concierto con varios grupos de las islas en la discoteca "Zeleste" de Barcelona en el "Desembarc a Barna" y múltiples conciertos en Baleares. 
En ese instante de la carrera de A Bordo, Tolo Pons deja la formación y es sustituido por el catalán Gustavo Andújar (Els Gansos) al teclado.
Tras una etapa más, se empiezan a plantear la grabación de su primer trabajo discográfico y comienzan a preparar varios temas para incluirlos en su único disco en el mercado. Para ello, vuelven a contar de nuevo con su principal compositor Tolo Pons en detrimento de Andújar, además de sumarse la colaboración del saxofonista británico Owen Thomas. En 1994, viajan a los estudios de grabación Rod's Music en Barcelona y editan "Curiosa Ley", con una tirada de 1000 copias y abanderados por la editora "Peer Music", producido por José Aquilino R. y Didier Richard como ing. de sonido.

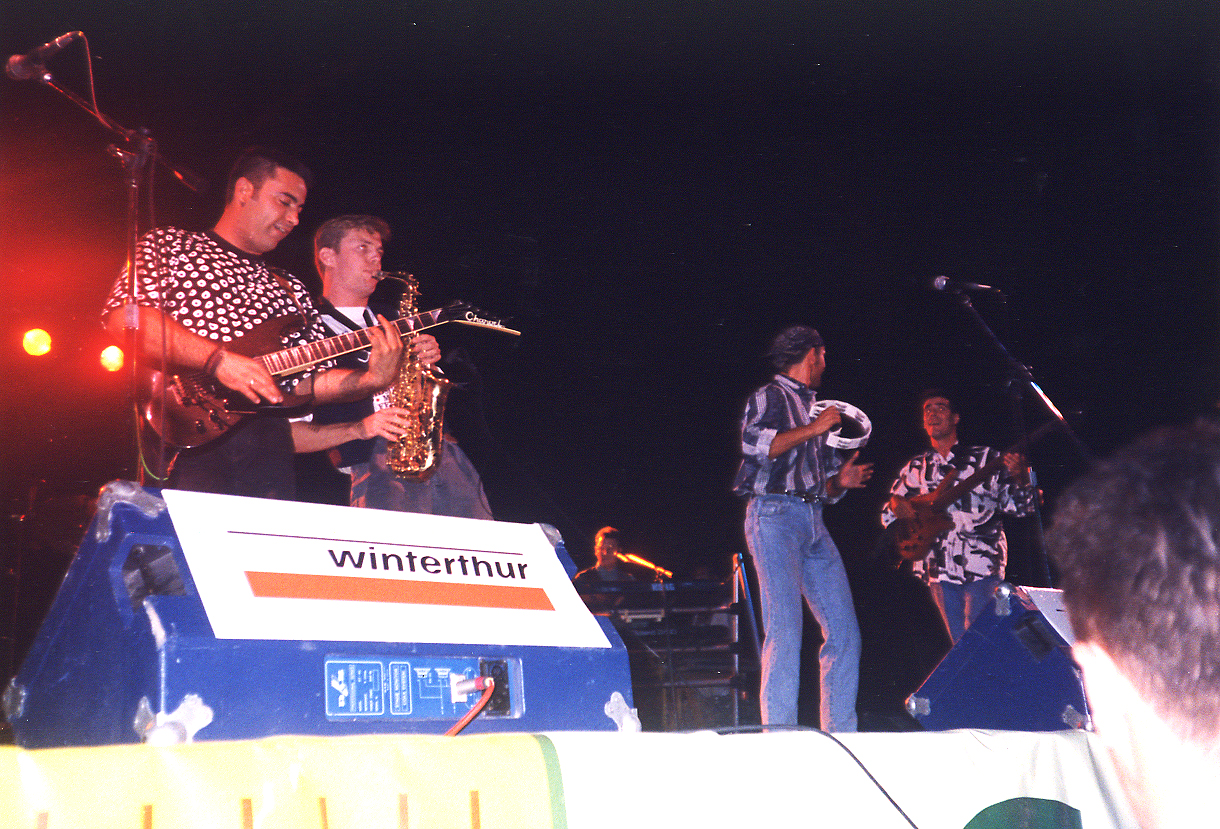
A Bordo en el concierto de presentación de su disco "Curiosa Ley", 1.994

La presentación de "Curiosa Ley" en el Puerto de Mahón congrega a más de 3000 personas. Luego realizan conciertos únicamente en Menorca y alguna salida a Mallorca. En mayo de 1995, participan en el acústico "Menorca Actúa'95", celebrado en Mahón, en la sala Akelarre, grabando dos temas en el recopilatorio: "Tu i jo" y "No sé qué me pasa" (versión libre de "La tengo que olvidar"), editado por "Al-Leluia Records". 
Con la poca aparente posibilidad de desarrollo fuera de Menorca, y con la salida de la formación del baterista Miquel Sintes, A Bordo llega a su disolución en 1997, con la grabación de su segundo trabajo que queda inacabado. Popi, Onofre y el ex teclista Andújar, comienzan proyectos con un nuevo grupo "Trak", versionando a reconocidos artistas de rock. Años después, Victor Pons participa en otro grupo de versiones "Elements" al igual que Tolo Pons con "OKB".
En diciembre de 2006, A Bordo se volvió a reunir para la grabación de un segundo trabajo de estudio.

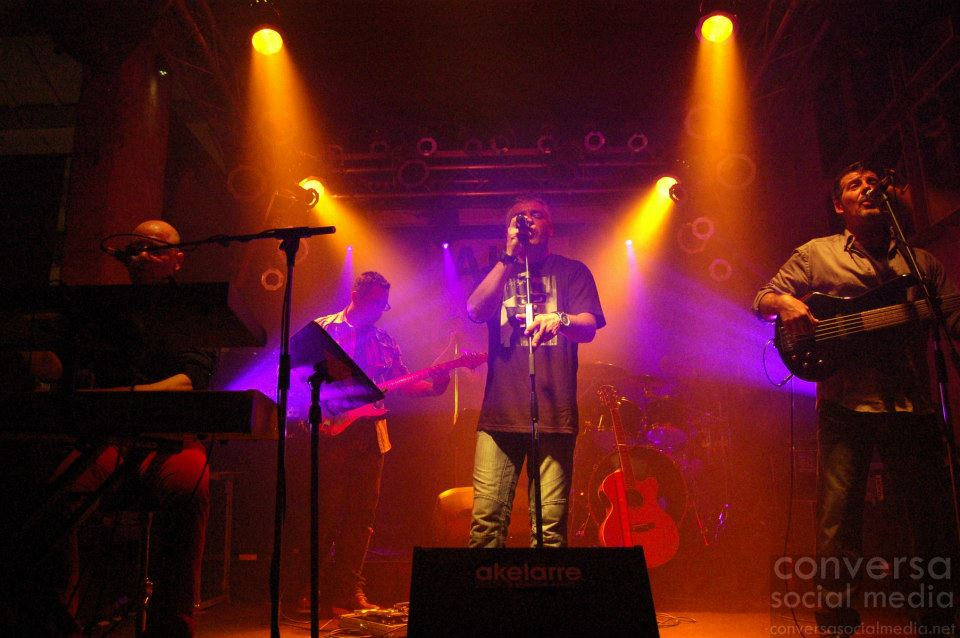
Presentación "20", en 2.011

En 2011 por fin ve la luz su segundo álbum titulado "20", en conmemoración de sus veinte años de carrera musical. El trabajo fue presentado al público en la sala "Akelarre" de Mahón. 

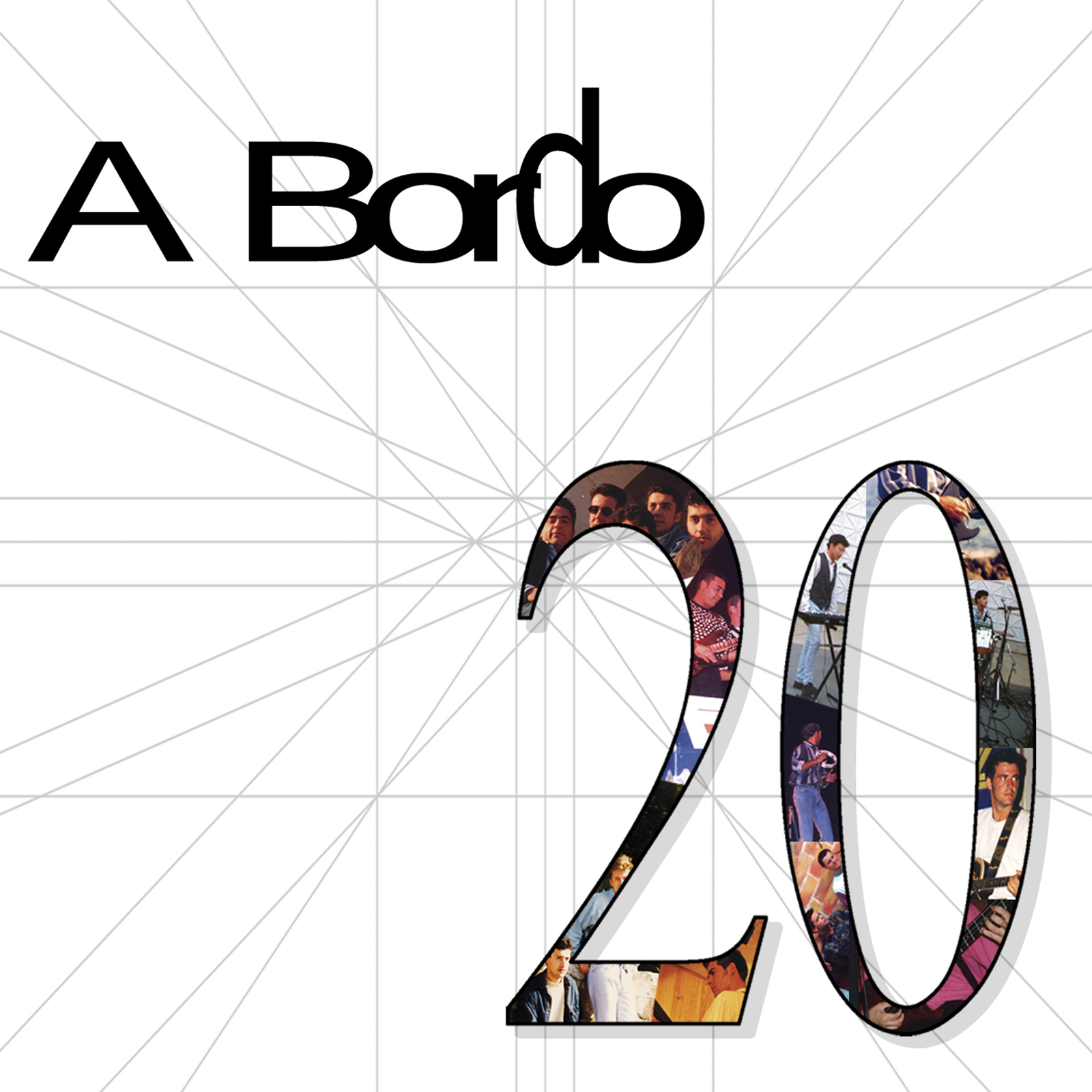
Portada "20"

## Discografía
- Adnar-Nagar (Maqueta casete, 1991)
- Curiosa Ley (CD, "Peer Music", 1994)
- 20 (CD, independiente, 2011)